# 名鑄
名鑄（英語：The Masterpiece）是位於香港九龍油尖旺區尖沙咀河內道18號27至67樓的高尚住宅，由新世界發展和市區重建局合作開發，為河內道重建項目的住宅部份。
此項目合共提供345個單位。頂樓是67樓，不設34、44、54和64樓，另25、26及47樓為隔火層。住宅於2009年11月入伙。
河內道市區重建項目的合資公司，是由新世界發展持78.8%權益，市建局持餘下21.2%權益，項目包括豪宅名鑄、凱悅酒店及樓面達34萬平方呎的K11購物藝術館。

## 住宅

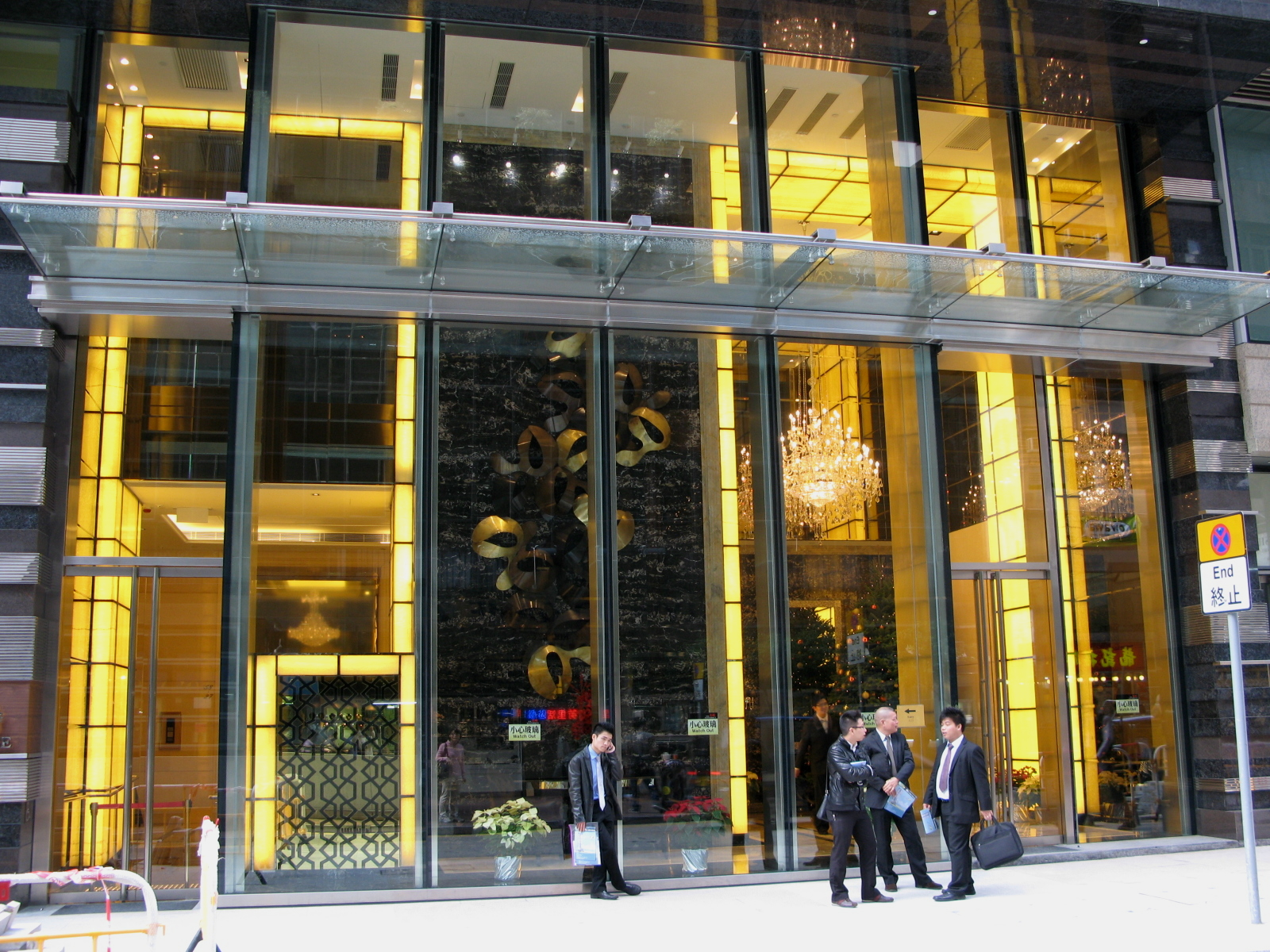
名鑄住客入口

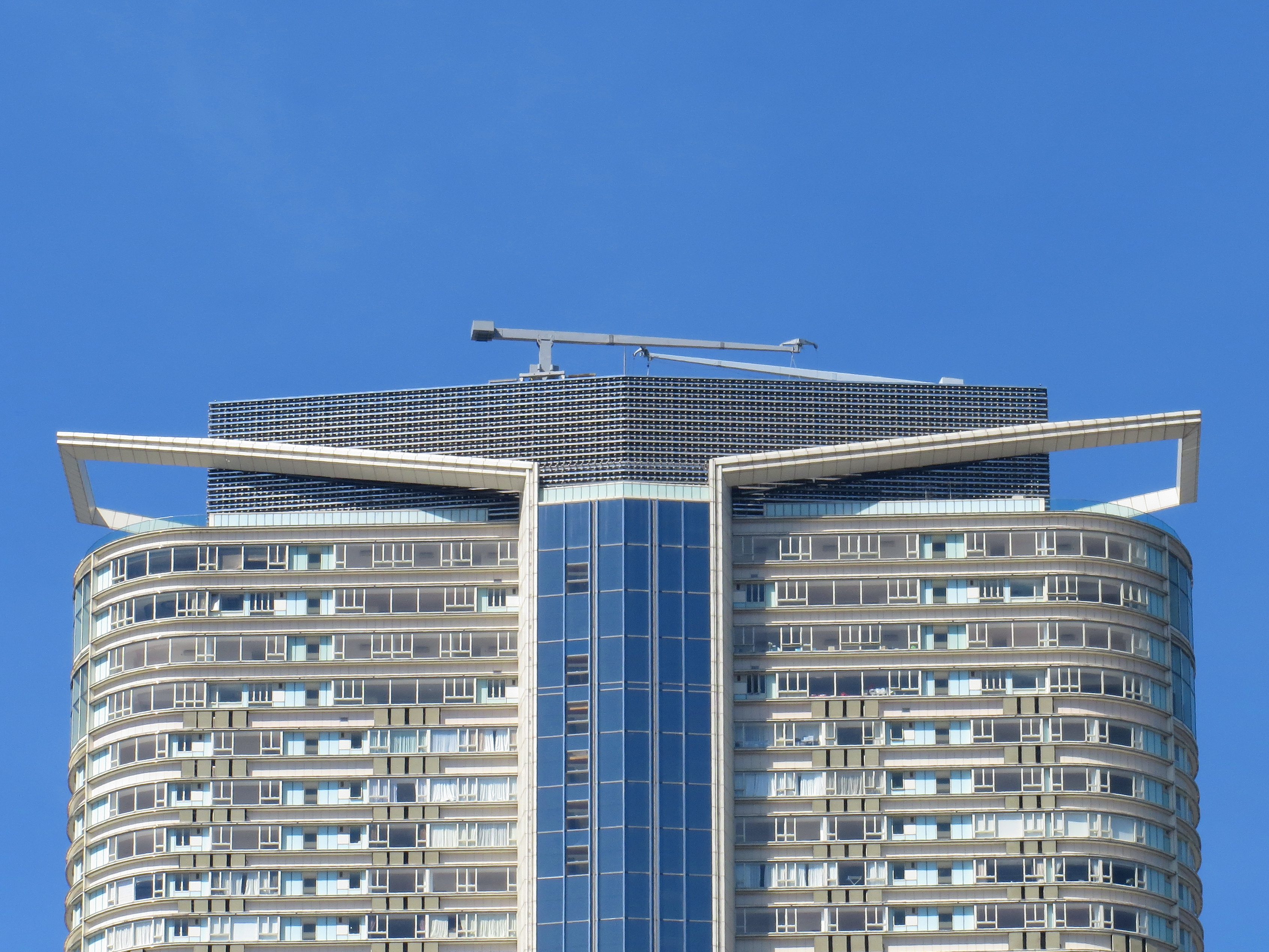
名鑄，58至62樓的相連單位樓層及63至67樓的空中別墅

住宅位於項目27至67樓，共提供345個高級住宅單位，其中標準分層單位有307伙, 相連及高層複式單位38個, 單位建築面積由816平方呎至5,260平方呎，單位間隔由1睡房至4套房不等。當中只有兩端的單位，附設180度弧形玻璃窗。
物業最高樓層（58至67樓）為「名鑄非凡」特色大戶，合共34伙。大戶分為兩款戶型：相連大戶位處58至62樓，室內建築面積2,384至4,088方呎；複式大戶位處63樓、65樓，以及66樓、67樓，室內建築面積2,734至5,260方呎。
名鑄最大的空中別墅，建築面積達5,260平方呎，擁維多利亞港煙花海景，發展商意向呎價$5.3萬港元計算，售價高達$2.8億，挑戰九龍區分層呎價新高。
2019年1月，一伙實用面積3,855平方呎複式戶，透過招標方式沽出，成交價2.2億元，實用呎價5.7萬元。
2021年5月8日，新世界發展透過招標方式以2.1億元，出售全盤最後1伙單位。60樓B室，實用面積2969方呎，呎價70731元，創項目開售以來新高。

## 會所

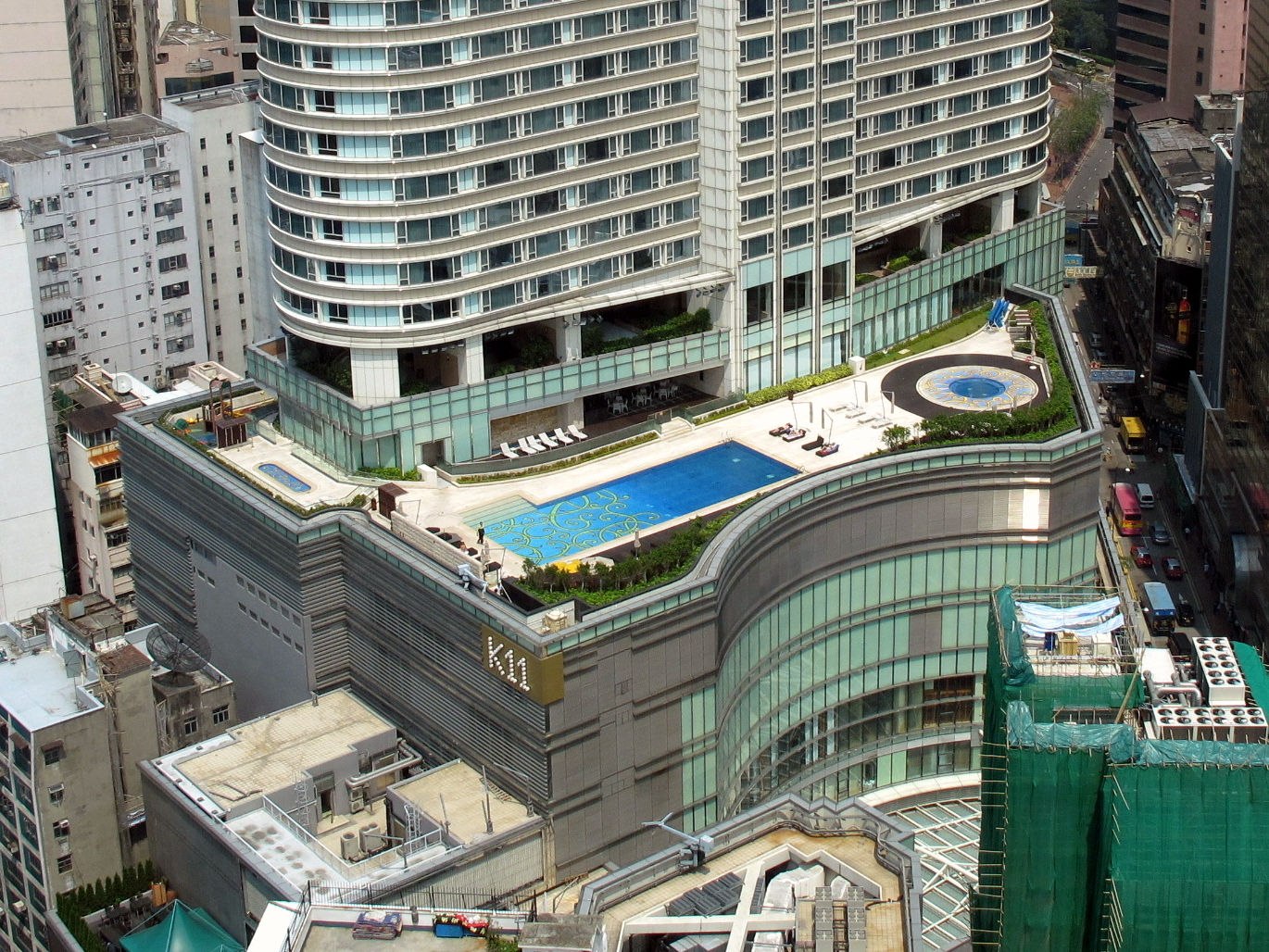
酒店游泳池與香港尖沙咀凱悅酒店共用

住客會所位於8樓，設施包括室外泳池、小童池、日光曬台、戶外按摩池、健身室、瑜伽室、蒸氣浴室及遊戲室等。惟部份設施需要與香港尖沙咀凱悅酒店住客共用。物業9樓及47樓為空中花園，供住客散步做運動。

## 名人業主
中國意大利商會主席古楚壁（Franco Cutrupia）及太太魏昭鳳。

## 相關設施
建築物24樓以下為香港尖沙咀凱悅酒店，是五星級酒店，於2009年10月11日開業。
樓下的商場命名為K11，樓高6層，樓面面積34萬平方呎，耗資30億元興建，被新世界發展號稱為「全球首個購物藝術館」。

## 售樓手法
2009年8月，發展商安排在現樓開賣首批66伙單位，由於預先全部獲認頭，故市場早首批單位已即時沽清，而發展商其後亦即時加推單位。發展商表示，於過去周末已售出逾130個單位，套現近38億港元。
當中招徠不少知名投資者及買家捧場，名人周啟邦夫人以及恒和珠寶主席陳聖澤各自購入2伙，上市公司大中華集團斥資3645.7萬元購入57樓。
2009年8月30日，發展商售出一個極高層相連戶，面積4,088方呎，成交價約1.43億元，呎價約3.5萬元，除成交額及呎價均創金融海嘯後新高紀錄外，呎價更名列歷來全亞洲一手分層豪宅呎價第4位。同年11月，56樓D室一個816方呎單位一房間隔單位，以2,450萬元售出，呎價逾3萬元，創下全港一房單位呎價最高紀錄，買家華蕊珠寶公司負責人劉先哲。
2010年1月末，發展商再度展開新一輪銷售，推出推出的18個複式及14個相連單位。單位呎價介乎3.1萬至5萬元。入場費為9,000萬至1億元；而相連單位面積為2,384至4,088平方呎，入場費亦逾7,000萬元。6套頂層複式單位，建築呎價由30,876至42,017元，售價由9,800萬至約近1.4億元，為全九龍最貴樓盤。
2010年3月有報章報導發展商高層新世界發展董事總經理鄭家純及其家族成員以逾2億元購入7個單位而被質疑有托價之嫌。
在2009年10月，香港島西半山區的天匯銷售手法如有雷同。
2012年，發展商早前斥資600萬港元裝修62樓的相連大宅，推出市場不足一星期，迅即獲內地客吸納。位成交價逾8,500港萬元，平均呎價3.57萬港元。發展商更表示名鑄尚餘約30伙特色戶，最貴為66樓頂層複式B室，面積5,260方呎。
2014年1月土地註冊處資料顯示，名鑄66樓至67樓E室複式及62樓D室原則相連，建築面積分別3,333方呎（實用2,538方呎）及2,384方呎（實用1,816方呎），2012年5月及7月，由一名報住北京市朝陽區亞運村姓霍的內地客，分別以1.24588億及8,510.9萬元購入，複式建築呎價更高達37,380元，創當時項目新高。
買賣合約定明，這兩伙須於2012年6月28日及10月19日或之前完成交易，但交易一直未有進展。發展商曾強調，買家並非撻定，只是延期交易，並向買家收取罰款。
不過，兩伙逾期成交超過1年，2014年1月27日終登記取消交易，為天匯後最大宗單一買家撻定個案，買家所付其中一成定金料被沒收，損失可能逾2,000萬元。
2019年1月，一伙實用面積3,855平方呎頂層複式戶，透過招標方式沽出，成交價2.2億元，實用呎價5.7萬元，創項目成交價新高。

## 事件
2011年7月，新世界發展尖沙嘴名鑄，因為中國內地閂水喉及香港政府不斷出辣招窮追猛打炒家，香港樓市劈價撻定風吹至著名豪宅市場，名鑄出現第一宗「跳樓貨」，一個1639方呎Flat F 單位，劈價1000萬港元，以3000萬元蝕賣。

## 圖集

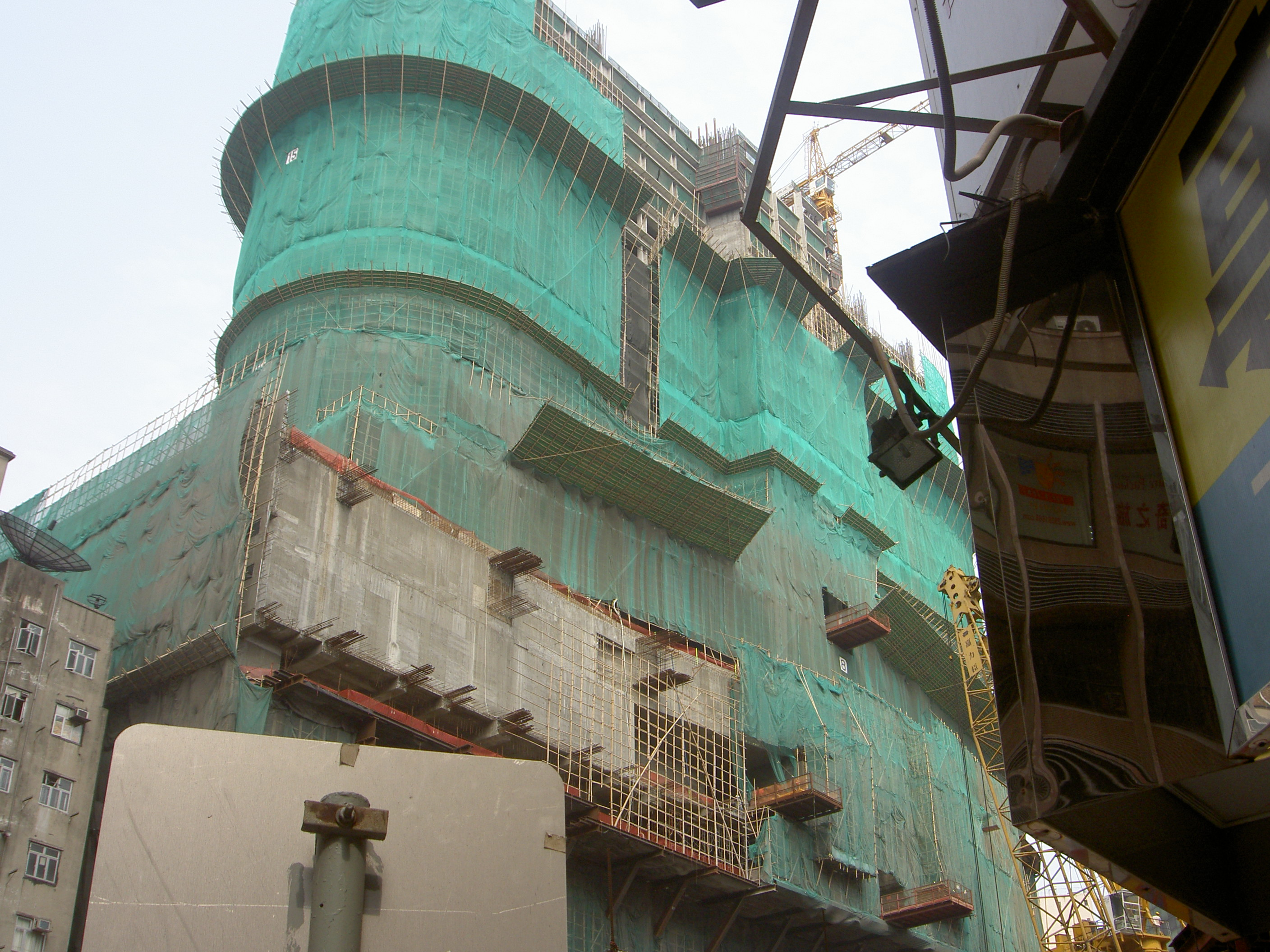
名鑄（2005年建築進度）
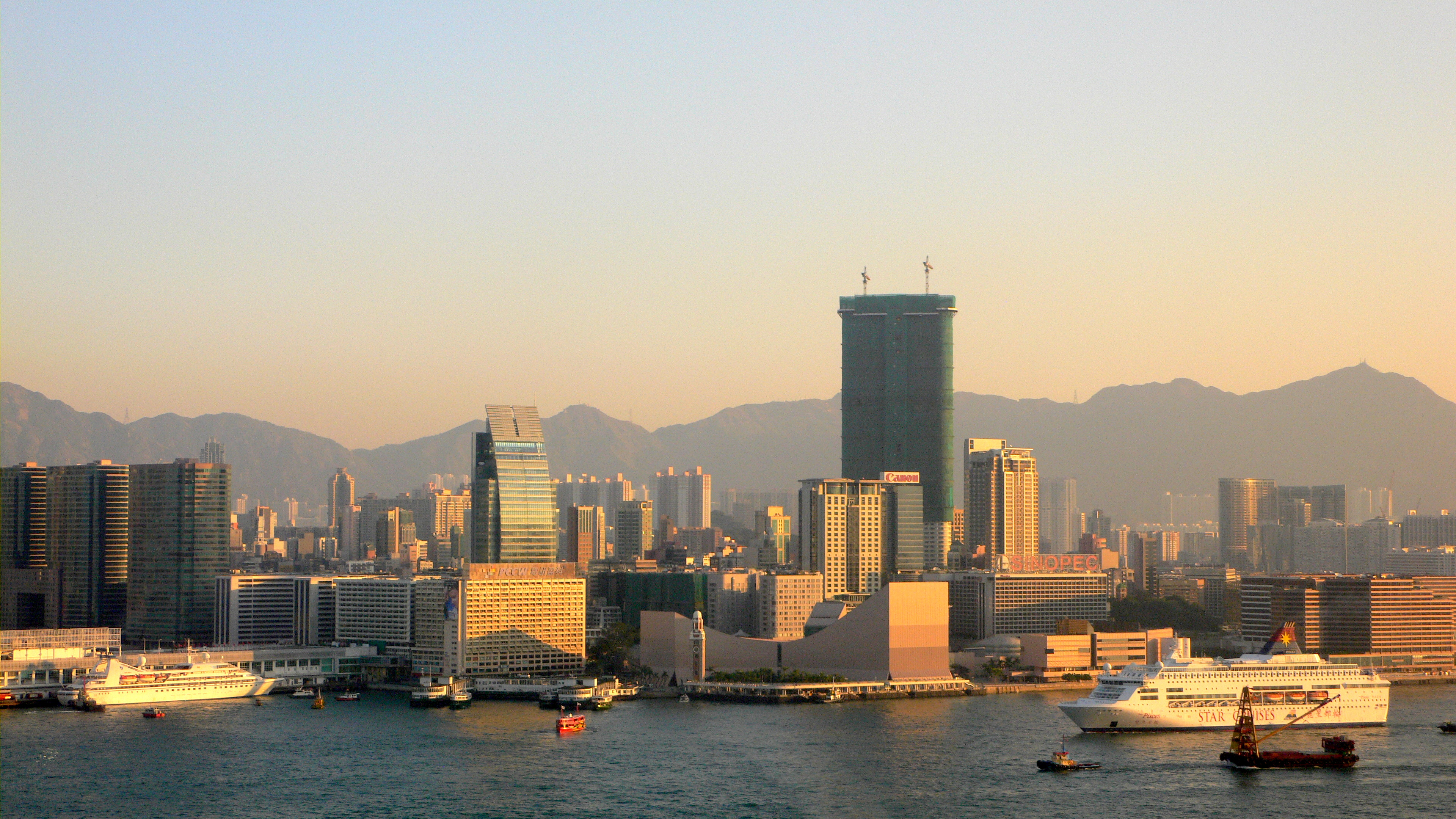
名鑄（2006年12月）
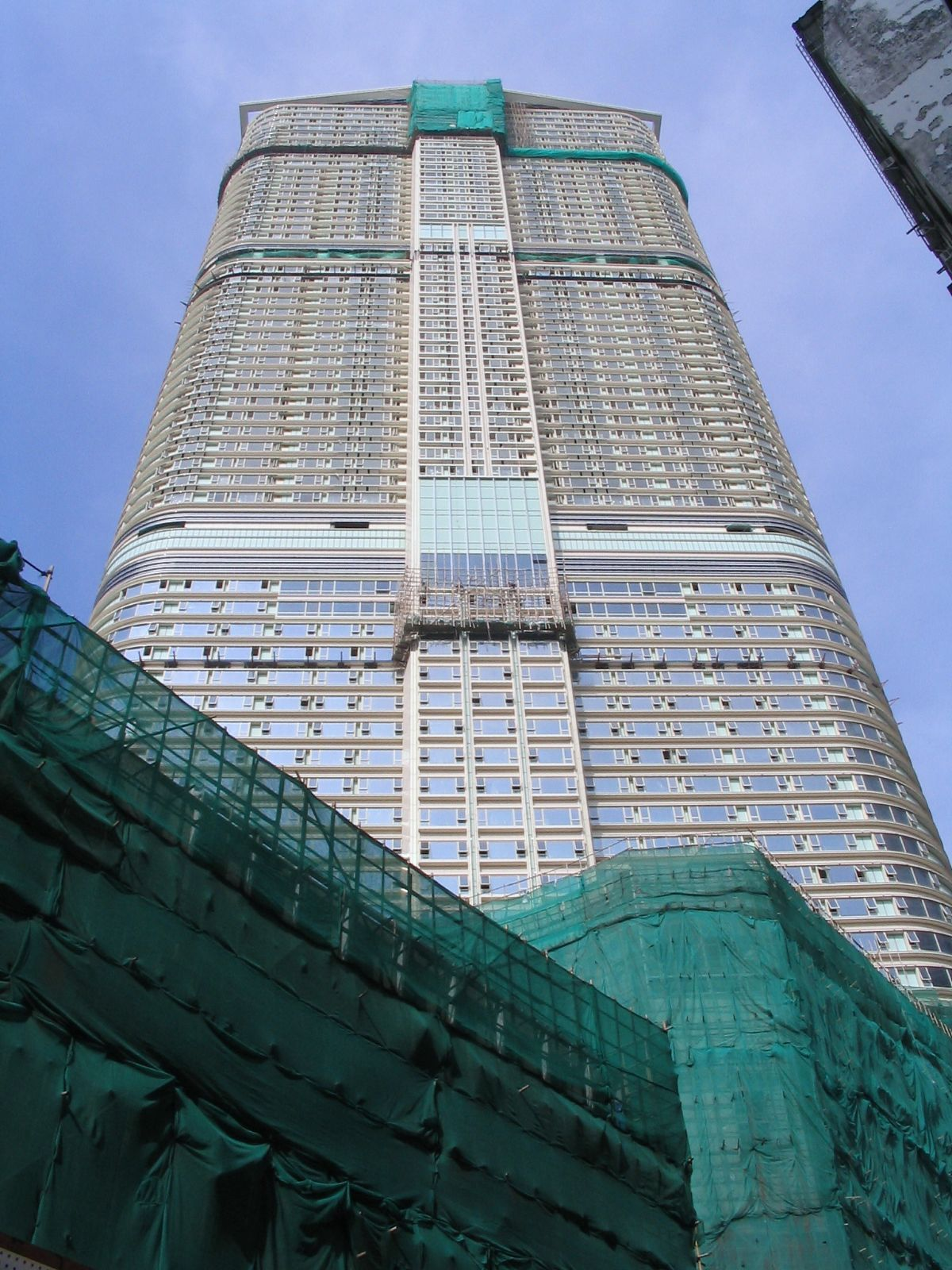
名鑄（2007年9月）

## 交通
| 交通路線列表                                                     |
| ---------------------------------------------------------------- |
| 港鐵 - █ 荃灣綫：尖沙咀站D2、D3出口 - █ 屯馬綫：尖東站N3、N4出口 |

## 軼事
- 2024年香港輻射災難電影《焚城》曾在此取景，但故事發生在2007年，當時該建築尚未落成。